# ليليان ماكديرموت
ليليان كريستي ماكديرموت (1931 - 8 يوليو 2020) فيزيائية أمريكية. في أوائل سبعينيات القرن الماضي، أسست ماكديرموت مجموعة تعليم الفيزياء (PEG) في جامعة واشنطن بهدف "تحسين تدريس وتعلم الفيزياء من مرحلة رياض الأطفال وحتى الدراسات العليا". وقد كُرِّمت لمساهماتها العديدة في مجال أبحاث تعليم الفيزياء بانتخابها لعضوية الجمعية الفيزيائية الأمريكية عام 1990.